# Quendorf
Quendorf ist eine ländliche Gemeinde im Landkreis Grafschaft Bentheim. Die Gemeinde ist Mitgliedsgemeinde der Samtgemeinde Schüttorf im südwestlichen Niedersachsen. Ein Dorfkern ist nicht vorhanden, einige Siedlungen und einzeln gelegene Bauernhöfe bilden die Gemeinde.

## Geschichte
Die ältesten archäologischen Funde stammen aus der Jungsteinzeit (ca. 3500–1800 vor Christus). Aus dem Jahr 1197 stammt die erste urkundliche Erwähnung als „Quenethorpe“. Der Name stammt entweder vom Wort „Querne“ (Bezeichnung für eine halbmechanische Mühle) oder vom westfälischen „Quene“ für ein junges Rind. Eine andere Deutung sieht den Ursprung im „Quenna“-Titel für eine hohe Frau.
1971 schloss sich Quendorf mit der Stadt Schüttorf und den Gemeinden Drievorden (seit 1974 zur Gemeinde Engden), Engden, Neerlage (seit 1974 zur Gemeinde Isterberg), Ohne, Samern, Suddendorf (seit 2011 zur Stadt Schüttorf) und Wengsel (seit 1974 zur Gemeinde Isterberg) zur Samtgemeinde Schüttorf zusammen.

## Politik

### Gemeinderat
Der Gemeinderat besteht aus neun Mitgliedern. Mit einer Wahlbeteiligung von 79,5 % wurde die einzig zur Wahl stehende Wählergemeinschaft Quendorf alleinige Fraktion im Gemeinderat.

### Bürgermeister
Ehrenamtlicher Bürgermeister ist seit 2021 Arno Feseker.

## Infrastruktur
Im Rahmen des Baus der A 30 entstand der Quendorfer See, der als Naherholungszentrum genutzt wird. Die Vechte, ein kleiner Fluss, der ins Zwarte Water mündet, teilt die Ortschaft und wird zum Angeln genutzt. 
Im Rahmen der zum 7. Juli 2019 erfolgten Reaktivierung des Schienenpersonennahverkehrs der Bahnstrecke Gronau–Coevorden als RB 56 zwischen Bad Bentheim und Neuenhaus wurde ein Haltepunkt in unmittelbarer Nähe des ehemaligen Bahnhofs in Quendorf errichtet. Außerdem verbindet die Regionalbuslinie 50 der Verkehrsgemeinschaft Grafschaft Bentheim (VGB) Quendorf mit Schüttorf und Isterberg.
Eine Grundschule nimmt Kinder aus Quendorf und der benachbarten Gemeinde Isterberg auf. Im Norden der Gemeinde liegt der mittelalterliche Klusenplatz.

## Persönlichkeiten
- Perpetua Hanfeld (1879–1943), Steyler Missionsschwester und Märtyrin